# Pilosocereus arrabidae
Pilosocereus arrabidae là một loài thực vật thuộc họ Cactaceae. Đây là loài đặc hữu của Brasil. Môi trường sống tự nhiên của chúng là vùng bờ biển nhiều đá và vùng bờ biển cát. Chúng hiện đang bị đe dọa vì mất môi trường sống.

## Hình ảnh

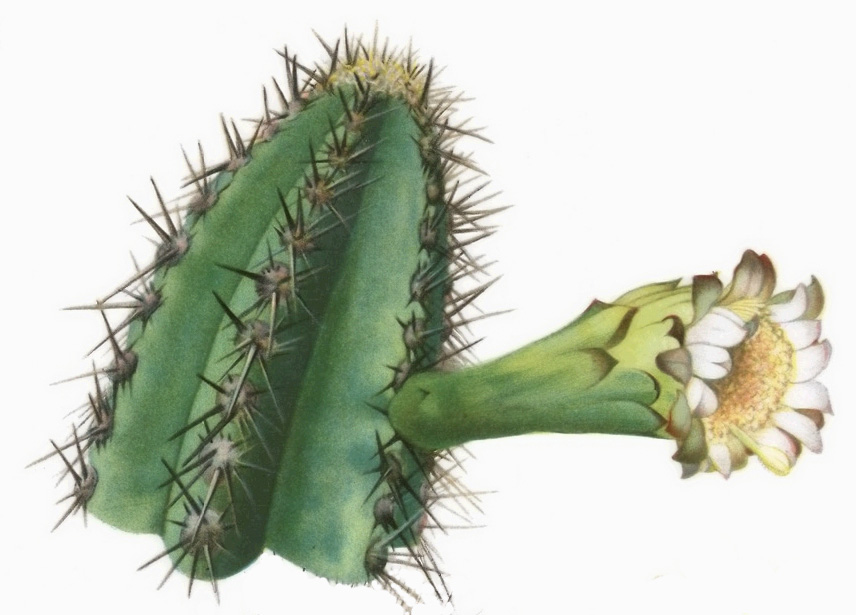
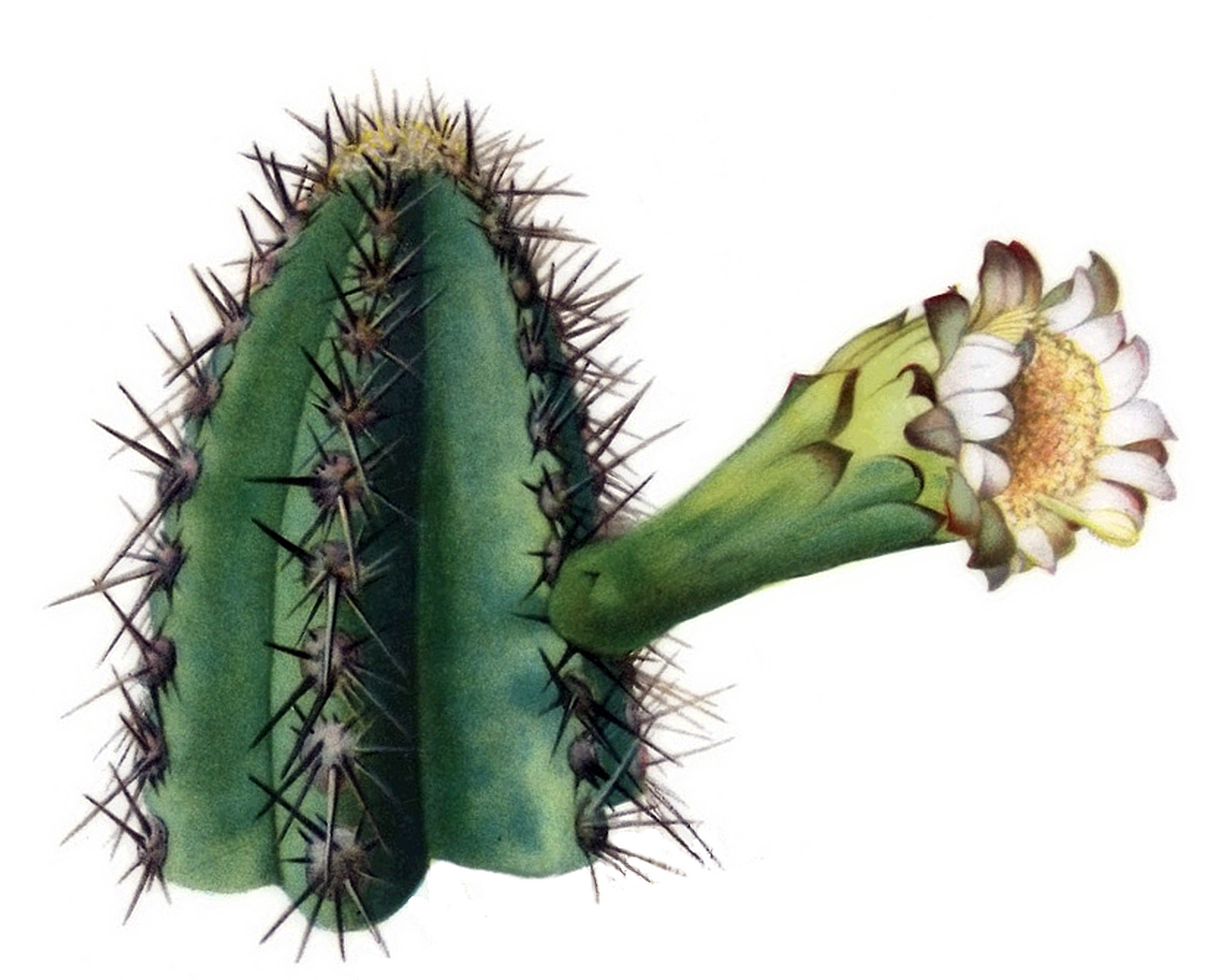